# Scaphyglottis punctulata
Scaphyglottis punctulata là một loài thực vật có hoa trong họ Lan. Loài này được (Rchb.f.) C.Schweinf. miêu tả khoa học đầu tiên năm 1955.